# Зеленковская, Светлана Геннадьевна
Светлана Геннадьевна Зеленковская (бел. Святлана Генадзеўна Зелянкоўская; род. 29 мая 1977, Минск) — белорусская и украинская актриса театра и кино, член общественного объединения «Белорусская гильдия актёров кино».

## Биография
Родилась 29 мая 1977 года в Минске.
В 1994 году окончила минскую гимназию № 11, после чего поступила в Белорусскую государственную академию искусств, которую окончила в 1998 году. С 1998 по 2017 годы работала в Национальном академическом театре имени Янки Купалы (Минск).

## Личная жизнь
- Дочь — Аксинья (13 июня 2000 года).
- Бывший муж — Сергей Михалок (с 2015[1] до 2022 года[2]), лидер группы «Brutto». Супруги жили в Одессе и Киеве.
  - Сын — Макар (13 ноября 2013 года).
  - Сын — Фёдор (15 февраля 2019 года).
  - Сын — Мирон (18 июля 2020 года)[3].

Развелись в 2022 году.

## Творчество

### Театр

#### Национальный академический театр имени Янки Купалы
- Пирамида Хеопса (Таня)
- Вечный Фома (Настенька)
- Жениться — не журиться (Авгиния)
- КИМ (Юля)
- Идиллия (Танцовщица)
- Лес (Аксюша)
- Сон в летнюю ночь (Елена)
- Павлинка (Павлинка)
- Чёрная пани Несвижа (Барбара Радзивил)
- Потерянный рай (Ева)
- СВ (Шарлотта)
- Чичиков (жена полицмейстера)
- Снежная королева (Снежная королева)
- Маэстро (Илона, валторна)
- Макбет (Леди Макбет)
- Дети Ванюшина
- Хам (Франка)

#### Продюсерский центр «Мэджик»
- Войцек (Мария)

#### Современный художественный театр
- FM Мучево
- Тайна танца

### Фильмография
- 1983 — Сказка о Звёздном мальчике
- 1985 — Иди и смотри
- 2000 — Каменская
- 2003 — Анастасия Слуцкая — княгиня Анастасия Слуцкая
- 2003 — Оккупация. Мистерии — Ева
- 2005 — Три таллера — мама
- 2006 — Вакцина
- 2006 — Ваша честь
- 2006 — Я — сыщик
- 2007 — Майор Ветров — Блондинка
- 2008 — Риорита — пленная немка
- 2009 — Сёмин. Торговцы жизнью — Брюнетка
- 2009 — Суд.
- 2010 — Масакра — помещица Островская
- 2010 — Ирония удачи
- 2010 — Журов-2
- 2010 — Покушение — Инга, регистратор в немецком госпитале
- 2011 — Одинокий остров

## Призы и награды
- Приз «Лучший дебют на фестивале» VI Международного театрального фестиваля «Белая вежа» за роль Барбары в спектакле «Чорная панна Нясвіжа» (2001).
- Приз «За лучшую женскую роль» фестиваля «Надежда» за роль Барбары в спектакле «Чорная панна Нясвіжа» (Гродно, 2001).
- Лауреат «PRемія-2003» в номинации «Лучшая PR-персона» за создание образа года (роли в кинофильмах «Легенда об Анастасии Слуцкой» и «Оккупация»).
- Диплом «За лучший дебют в кино» МКФ «Золотой Витязь» — фильм «Анастасия Слуцкая», реж. Ю. Елхов (2003).
- Приз за лучший дебют на VI МКФ «Бригантина» — фильм «Анастасия Слуцкая», реж. Ю. Елхов (2003).
- Специальный приз X Минского МКФ «Лістапад-2003» «За яркий дебют и патриотизм» — фильм «Анастасия Слуцкая», реж. Ю. Елхов.
- Приз IV Международного актёрского фестиваля «Стожары» за лучший дебют — фильм «Анастасия Слуцкая», реж. Ю. Елхов (Киев, 2003).
- Приз за лучшую женскую роль в театральном конкурсе XIV Минского МКФ «Лістапад-2007» за роль Леди Макбет в спектакле «Макбет».